# ديفيد إتش سير
ديفيد إتش سير (بالإنجليزية: David H. Cyr)‏ هو ضابط أمريكي، ولد في 14 أغسطس 1962 في باتين في الولايات المتحدة.